# Марникс, Филипп ван
Филипп ван Марникс, господин де Сент-Альдегонд (нидерл. Filips van Marnix, heer van Sint-Aldegonde, heer van West-Souburg; 1538—1598)— нидерландский дипломат и военачальник, один из даровитейших писателей XVI века.

## Биография
Филипп ван Марникс родился в 1538 году в городе Брюсселе.
Учился в Женеве при Кальвине и возвратился на родину, исполненный ненавистью к испанскому владычеству. Во вспыхнувшем в скором времени восстании он и пером и мечом ратовал за свободу своего народа. Его считают автором «компромисса», который за подписью 500 дворян был поднесен в торжественном шествии наместнице 5 апреля 1566 года и в котором были изложены требования об уничтожении инквизиции, отмене эдикта о вероисповедании и о всеобщей амнистии. Подача этого документа признается за начало отделения Нидерландов от Испании.
После занятия страны войсками Фернандо Альвареса де Толедо (Альбы) он бежал в Германию вместе с приверженцами Вильгельма Оранского и там более, чем кто-либо, трудился над делом основания Нидерландского государства.
Уже 18 июля 1572 года ему удалось своими дипломатическими и ораторскими талантами склонить нидерландские сословия в Дордрехте к признанию Вильгельма штатгальтером Голландии, Зеландии и Утрехта. На дипломатическом же поприще он сослужил службу молодой республике в 1576 при заключении Гентского соглашения, в силу которого 17 провинций, католические на юге и евангелические на севере, соединились вместе для общей борьбы против Испании.
В 1578 году он присутствовал на сейме в Вормсе и в 1590 году вел дела республики в Англии. Менее посчастливилось ему в качестве воина. В 1573 он попал в плен к испанцам, где томился целый год, а защита Антверпена против Александра Фарнезе, герцога Пармы, в которой он играл руководящую роль в качестве бюргермейстера, окончилась взятием города Фарнезе. С тех пор деятельность его замолкает. Свои последние годы он провел большею частью в замке Вестзонбурге близ Флиссингена.
Ван Марникс скончался в городе Лейдене 15 декабря 1598 года.
Из его нидерландских стихотворений особенно выдаются: национальная песнь «Вильгельм Нассауский» и его сатира «Binkorff», одно из классических произведений в прозе нидерландской литературы XVI столетия.
Изображен на бельгийской почтовой марке 1998 года.